# Diana Leah

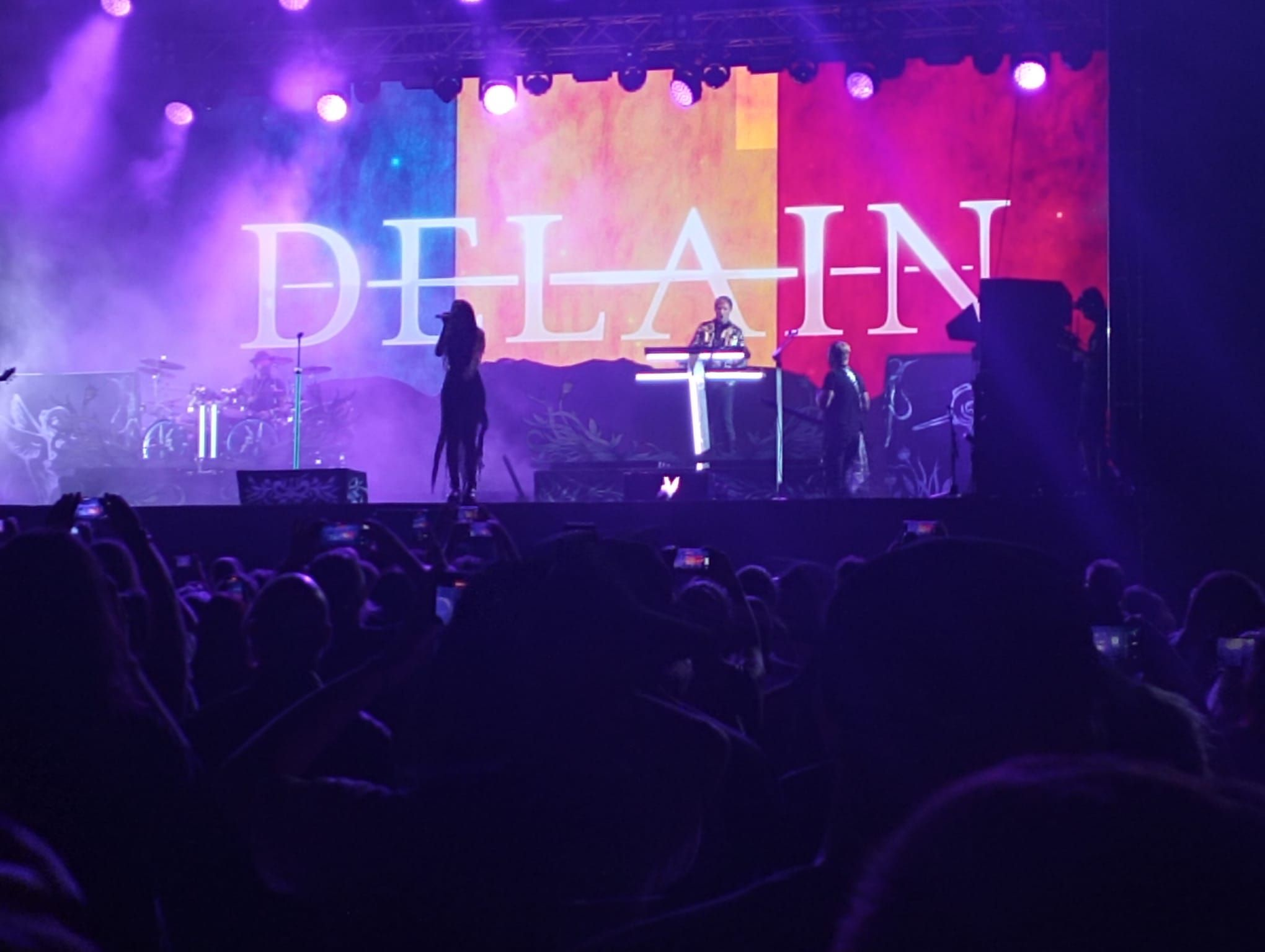
Leah și Delain la Rockstadt Extreme Fest 2024

Diana Leah (n. Diana Orga, 27 august 1990, Alba Iulia) este o cântăreață română, cunoscută mai ales pentru activitatea în trupa de symphonic metal neerlandeză Delain.

## Biografie
De-a lungul timpului, Leah a colaborat cu diferiți DJ și producători muzicali din genul muzical trance, precum Sunset, Andy Moore, Scorz, Allen & Envy, Rene Ablaze, Arctic Moon, Dirkie Coetzee, Dan Chase, Sheridan Grout, Bogdan Vix sau Keyplayer. Totuși, într-un interviu din august 2022, ea a precizat că și-a dorit întotdeauna să facă parte dintr-o trupă heavy metal.
În 2022, știind că formația de symphonic metal Delain era în căutarea unei soliste, Leah a lăsat un comentariu pe contul lor de Instagram. Câteva zile mai târziu, ea a primit un e-mail de la Martijn Westerholt, claviaturistul, fondatorul și compozitorul principal al grupului. Acesta i-a solicitat o probă și i-a trimis material pe care să îl cânte. Pe 9 august 2022, Diana Leah a fost anunțată ca noua solistă vocal a formației.

## Viața privată
Leah s-a născut în Alba Iulia și a emigrat cu familia în Italia la vârsta de 15 ani. A locuit timp de 10 ani în Italia, apoi s-a mutat la Ottawa, în Canada. După cinci ani, ea a revenit în Italia și s-a stabilit la Torino.

## Discografie

### Cu Delain

#### Albume de studio
- Dark Waters (2023)

#### Single-uri
- The Quest and the Curse (2022)
- Beneath (2022)
- Moth to a Flame (2023)
- Queen of Shadow (2023)